# В паутине страха (фильм, 2023)
В паутине страха (англ. Cobweb) — американский фильм ужасов режиссёра Сэмюэля Бодина.

## Сюжет
У восьмилетнего Питера нет друзей, и к тому же одноклассники постоянно его задирают. Однажды ночью мальчик начинает слышать звуки, а затем и голос из стены в своей комнате, но родители говорят, что это всего лишь его богатое воображение. Тем не менее голос за стеной не унимается и сначала рассказывает Питеру, как проучить школьного хулигана, а затем — что его родители скрывают мрачные тайны.

## В ролях
- Лиззи Каплан в роли Кэрол
- Энтони Старр в роли Марка
- Клеопатра Коулман в роли мисс Девайн
- Вуди Норман[англ.] в роли Питера
- Люк Бьюзи в роли Брайана
- Александра Драгова в роли Сары
- Дебра Уилсон[англ.] в роли монстра Сары (голос)

## Производство
В мае 2020 Lionsgate объявили скором начале съемок нового фильма. В сентябре того же года был объявлен основной актёрский состав. Основные съемки проходили в Болгарии. Съемки проходили на киностудии Nu Boyana Film Studios.

### Выпуск
21 июля 2023 фильм был выпущен в ограниченном прокате.

## Критика
На сайте Rotten Tomatoes фильм имеет 59% рейтинг "свежести" на основе 94 рецензий кинокритиков. На сайте Metacritic фильм имеет 50 баллов из 100 что указывает на смешанные или средние оценки, на основе 15 рецензий кинокритиков.
Валери Комплекс из Deadline Hollywood похвалила атмосферу фильма и интригу, однако оказалась разочарована «упущенными возможностями» и «тусклым финалом».